# دانييلي غابرييل
دانييلي غابرييل (بالإيطالية: Daniele Gabriele)‏ (16 ديسمبر 1994 في ألمانيا - ) هو لاعب كرة قدم إيطالي في مركز الهجوم. لعب مع نادي شتوتغارت وفي إف بي شتوتغارت الثاني وSC Freiburg II ‏.

## وصلات خارجية
- دانييلي غابرييل على موقع قاعدة بيانات كرة القدم.إي يو (الإنجليزية)
- دانييلي غابرييل على موقع Soccerway.com (الإنجليزية)
- دانييلي غابرييل على موقع عالم كرة القدم.نت (الإنجليزية)